# Скаредна
Скаре́дна (рос. Скаредная) — присілок у складі Голишмановського міського округу Тюменської області, Росія.
Населення — 80 осіб (2010, 108 у 2002).
Національний склад станом на 2002 рік:
- росіяни — 88 %